# Cyrtandra externata
Cyrtandra externata är en tvåhjärtbladig växtart som beskrevs av Spencer Le Marchant Moore. Cyrtandra externata ingår i släktet Cyrtandra och familjen Gesneriaceae. Inga underarter finns listade i Catalogue of Life.